# Статий Руфин
Ста́тий Руфи́н (лат. Statius Rufinus) — государственный деятель Римской империи начала IV века.
О Статии Руфине почти ничего неизвестно, кроме того, что он был префектом Рима в эпоху правления Максенция. Признан был только в части Римской империи, которая была под контролем Максенция (Италия и Африка).
Тимоти Барнс сделал предположение, что, возможно, в 311 году именно Статий Руфин, а не Арадий Руфин, был консулом.